# 蜀汉路东站
蜀汉路东站位于成都市金牛区蜀汉路与二环路路口，是成都地铁2号线的地下岛式车站，于2012年9月16日开通使用，因靠近蜀汉路东部尽头而得名。在2号线建设期间，本站曾使用工程名“羊西二环路站”。为方便四川省妇女儿童医院往来的乘客，本站设有2号线首个母婴候车室。

## 车站结构
本站为地下二层岛式站台车站。站台宽度10米，线间距13米。
| 地面              | 0    | 出口A·C·E·F                                                                                           |
| 地下一层          | 站厅 | 自助购票 客服中心                                                                                     |
| 地下二层          | 站台 | \| \| \| 2号线往犀浦（一品天下） \| \| 島式 · 開左邊车门 \| \| \| \| \| \| 2号线往龙泉驿（白果林） \| |
|                   |      | 2号线往犀浦（一品天下）                                                                               |
| 島式 · 開左邊车门 |      | |
|                   |      | 2号线往龙泉驿（白果林）                                                                               |

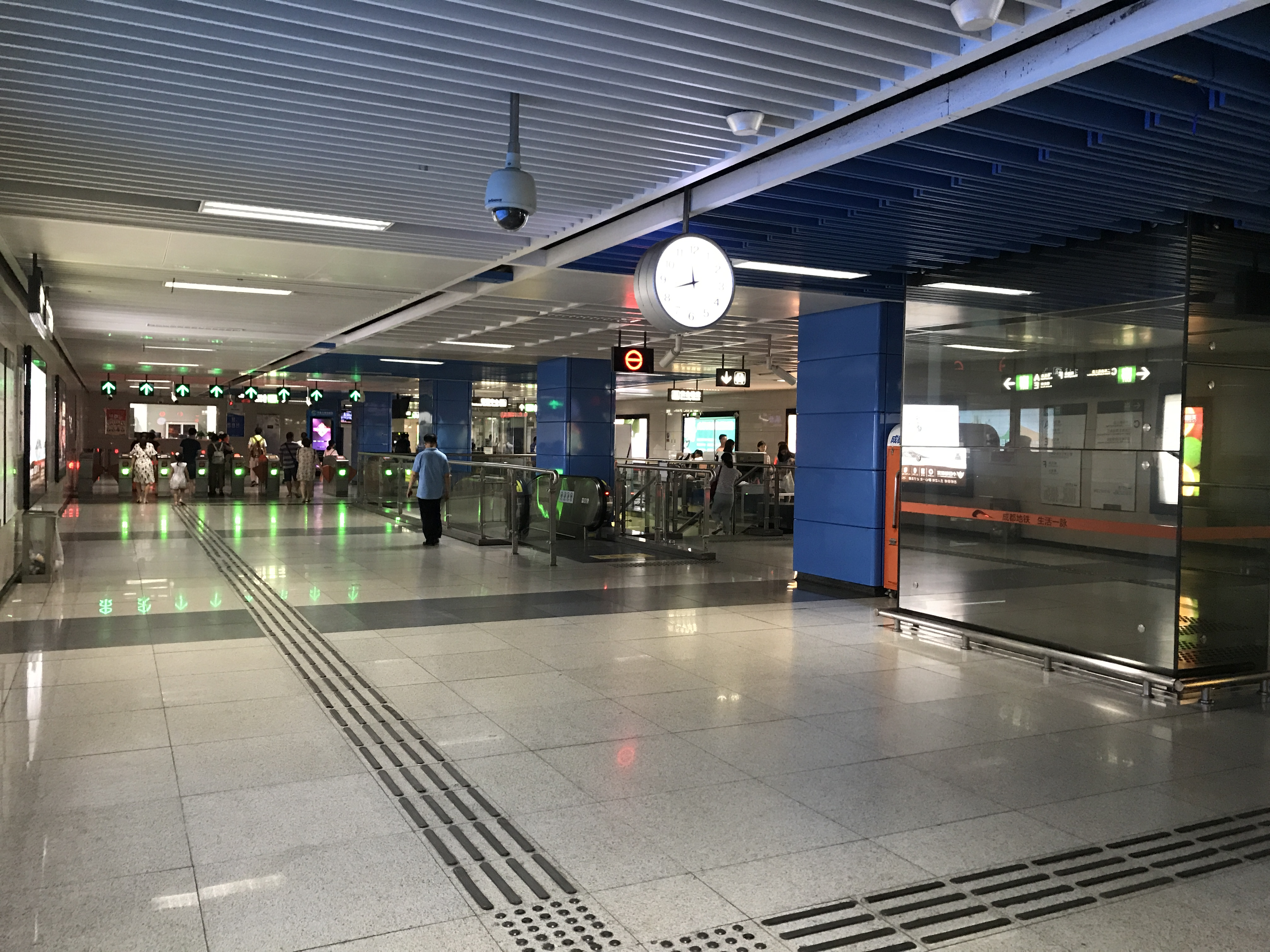
站厅层
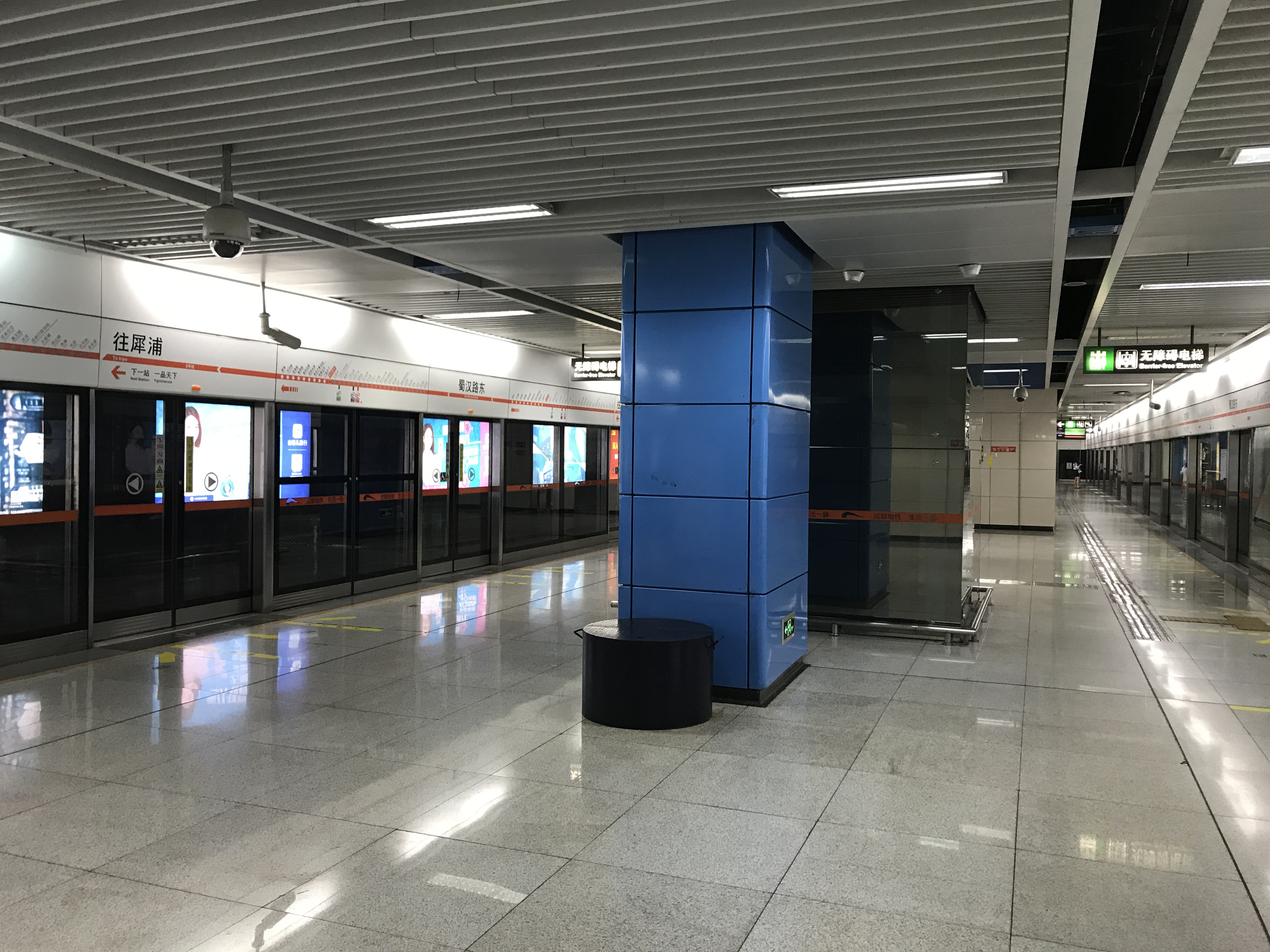
站台层
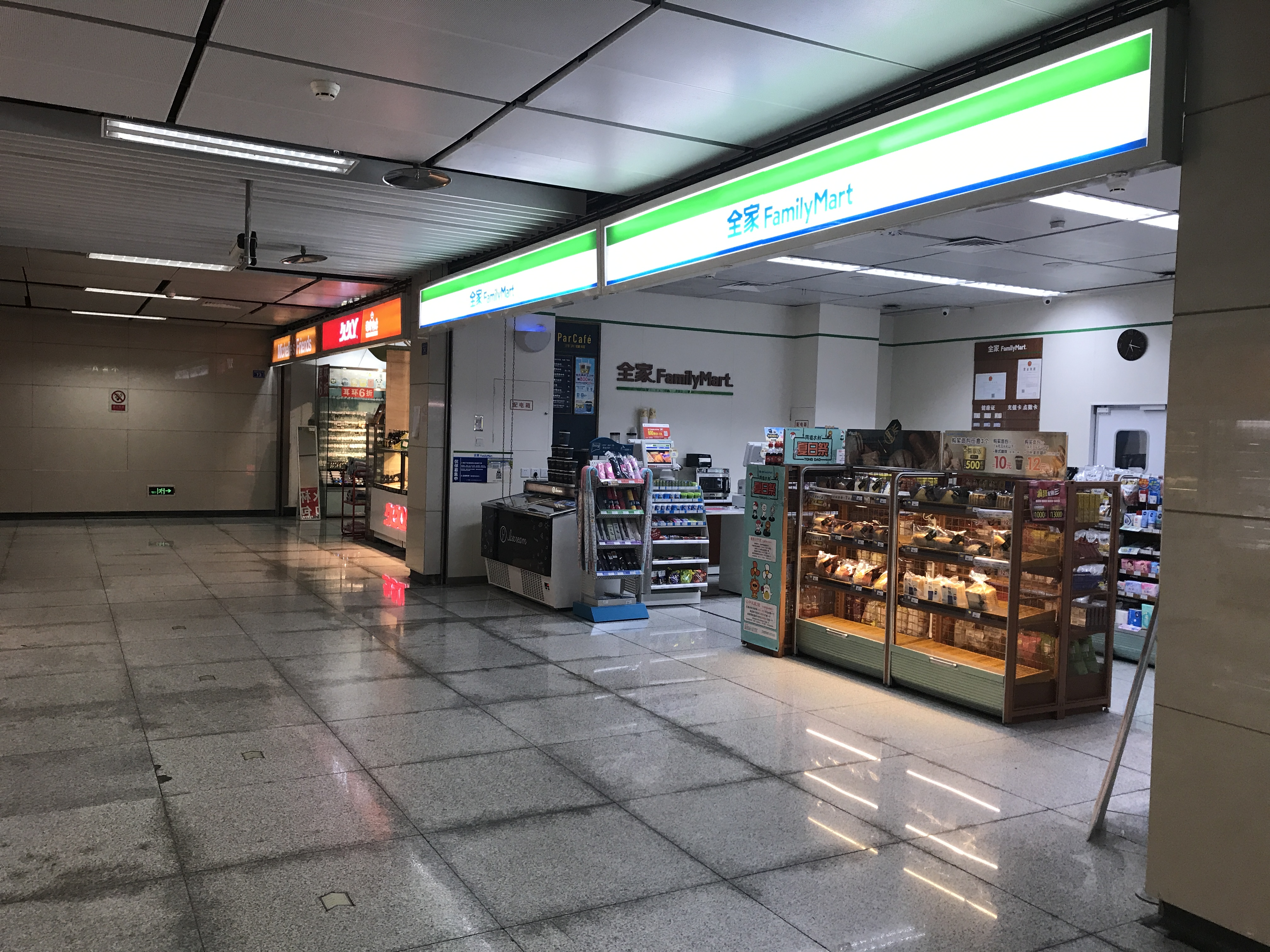
站内商店

## 出入口
本站目前开放4个出入口。本站目前没有设置地面至站厅的无障碍设施。
|          |              |                            |      |
| 编号     | 设施         | 指示                       | 照片 |
|          |              | 蜀汉路、同善街             |      |
| 出口 · C |              | 二环路西二段、二环路西三段 |      |
| 出口 · E | 无障碍卫生间 | 蜀汉路、成都市西区医院     |      |
| 出口 · F |              | 蜀汉路、蜀通街             |      |

## 公交换乘
K1线；K2线；7路；30路；32路；37路；43路；48路；54路；59路；63路；83路；100路；339路；341路；802路；805路等

## 历史
- 2010年8月8日，车站主体结构封顶[5]；
- 2012年9月16日，车站启用[1]。
- 2023年7月，本站英文名由East Shuhan Road改为Shuhan Road East。